# Talmenka
Talmenka (russisch Тальменка) ist eine Siedlung städtischen Typs mit 18.814 Einwohnern (Stand 14. Oktober 2010) in der Region Altai im südlichen Westsibirien (Russland). Talmenka ist Verwaltungszentrum des gleichnamigen Rajons.
Der Ort liegt am Fluss Tschumysch (Nebenfluss des Ob) und an der Eisenbahnstrecke Barnaul–Nowosibirsk (Station Ust-Talmenskaja, 84 km nördlich von Barnaul).
Talmenka wurde 1721 gegründet und hieß zunächst Talmenskoje (Тальменское). 1936 erhielt der Ort den Status einer Siedlung städtischen Typs.
Das wichtigste Ereignis des Jahres ist das Frühlingsfest auf dem Hauptplatz im Zentrum des Ortes.
Bevölkerungsentwicklung
| Jahr | Einwohner |
| ---- | --------- |
| 1939 | 13.216    |
| 1959 | 17.953    |
| 1970 | 20.214    |
| 1979 | 20.050    |
| 1989 | 19.720    |
| 2002 | 20.061    |
| 2010 | 18.814    |

Anmerkung: Volkszählungsdaten

## Persönlichkeiten
- Dmitri Sakunenko (1930–2014), Eisschnellläufer
- Larissa Komarowa (* 1941), Ökologin und Hochschullehrerin